# Knud Langkow
Knud Langkow, född 1931, död 1 januari 2004, var en dansk tjänsteman vid Statens Museum for Kunst. Langkow låg bakom den fiktiva satanskulten på Anholt och de i media ofta omskrivna djävulsmynten som hittats i kyrkor och på museer sedan 1970-talet.

## Levnad
Knud Langkow var yngst av fyra bröder, och växte upp på Amager. Hans far, Charles Langkow, hade en försilvringsverksamhet som gick i konkurs 1929. Fadern begick självmord när Knud var 14 år gammal. Knud utbildade sig till körsnär, även om han helst ville bli antropolog. Han seglade senare och blev till slut vaktmästare och telefonist på Statens Museum for Kunst, där han arbetade i 25 år.
År 1973, och troligen även tidigare, placerade Langkow föremål på den danska ön Anholt som liknade sådana som används i ockulta ritualer. I årtionden därefter höll han historien vid liv på olika sätt, bland annat genom att skriva anonyma brev till kända personer och genom att låta tillverka och placera ut djävulsmynt i kyrkor och museer runt om i Danmark och andra länder, bland annat i Sverige.
1983, tio år efter upptäckterna på Anholt, gav Langkow ut en roman med övernaturligt tema, som utspelar sig på samma ö: Anholt på vrangen.
2003, tre månader innan sin död, skänkte Langkow till Nationalmuseet i Köpenhamn sin återstående upplaga av 23 djävulsmynt och fem stampar av stål. Det var dessa som användes för att prägla tre av hans fyra olika typer av djävulsmynt. Vid sitt besök på museet registrerade han sig i sin döde brors namn. Någon gång mellan 2003 och 2005 hamnade även Langkows pass i Køge Museums utställning, och på sista sidorna finns det sataniska stämplar och frimärken.

## Satanskulten på Anholt

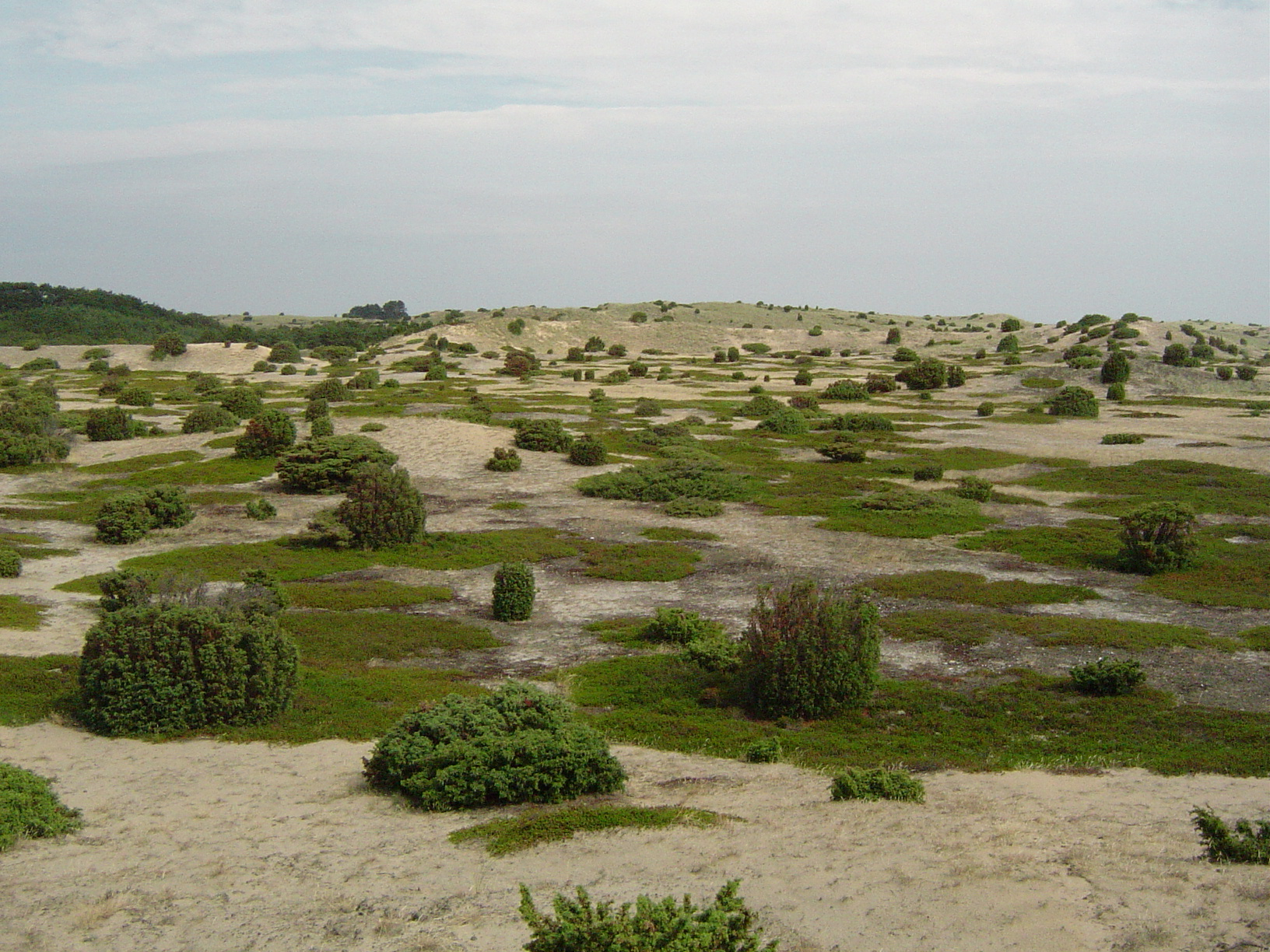
Öknen på Anholt är ett stort landskap med ökenliknande karaktär.

Den 17 maj 1973 hittade man i öknen på Anholt ett antal platser där föremål som vanligtvis förknippas med satanistiska ritualer hade placerats, bland annat svarta stearinljus, mässingsklockor, benrester och liknande. Händelsen beskrevs i stor utsträckning i både dansk och internationell press. Anledningen till att föremålen placerats där klarlades inte förrän efter Knud Langkows död 2004.
Professor Bente Gullveig Alver dokumenterade de föremål som polisen i Grenå hittade i öknen, bland annat en indisk metallask som återfanns redan 1972. Ovanpå hade det stått en nidstång, en tunn metalltråd med en dödskalle. I asken låg en dödsdocka på en bädd av blanka stenar. Dockan var klädd i små yllebyxor och en jacka, och på det lilla plasthuvudet var hårstrån limmade som skulle föreställa skägg och hår. När Alver vände på dockan lade hon märke till dess små vikta händer. Det var ingen docka – det var en råtta, lagd i kista och klädd som en människa. Alver skrev att upplevelsen gav henne en "känsla av ondska, som levde kvar inom mig länge".

### Anonyma brev
Under åren efter händelsen nämndes den i ett antal anonyma brev som skickades till olika, ofta kända, personer. Breven var undertecknade "Översteprästinnan i Satankulten på Anholt", Alice Mandragora, ett namn som också återfinns på vissa av Langkows djävulsmynt. Breven innehöll kryptiska texter med satanistiska teman och hänvisade ofta till 13 maj 1973 på Anholt. Ett brev kunde till exempel vara riktat till präster som bjöds in till likvändningsfester på Anholt, medan andra mottagare bjöds in till orgier på ön. Redan i början av 1970-talet mottog en kyrkvaktmästare i Korsør på Själland ett märkligt brev undertecknat av "Alice Mandragora", som i breven beskrev sig själv som ledare för en satanskult på Anholt. Innehållet var av grotesk karaktär och uppmanade mottagaren att resa till ön för att delta i rituella kannibalistiska måltider, med hänvisning till att man genom konsumtionen kunde ta del av den dödes kraft.
Under de följande tio till femton åren skickades fler liknande brev, bland annat till flera präster. De var ofta stämplade med slogans som "Anholt – Øen med de to ansigter", "Besøg SatAnholt", "Tag til Anholt for Satan" och "Alt ondt kommer fra Grenaa".
År 1995 hittades elva exemplar av dessa brev under trägolvet i Vor Frue Kirke i Köpenhamn. Det rörde sig om kopior av de meddelanden som hade cirkulerat under 1970-talet.

## Djävulsmynt

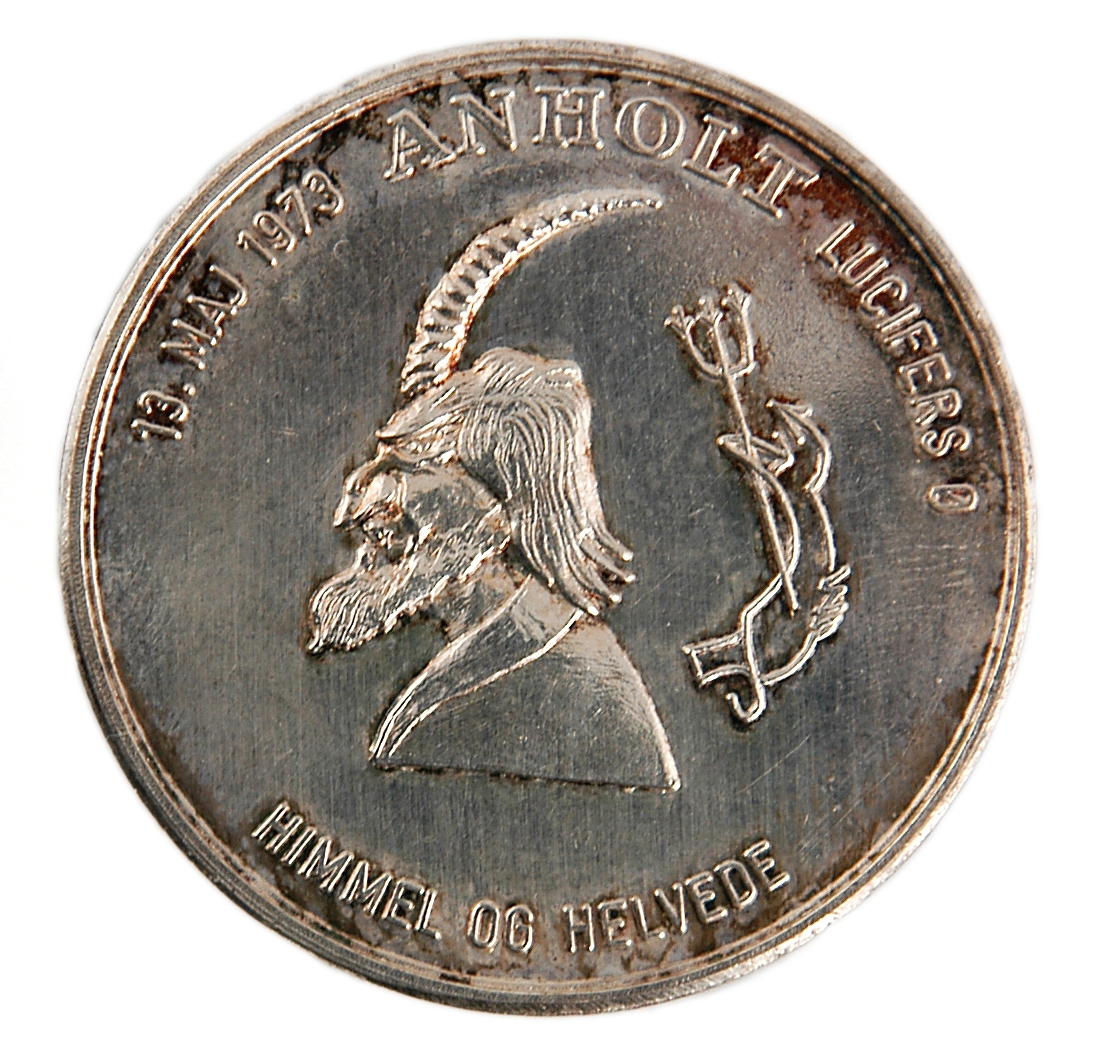
Djävulsmyntet av silver (eller försilvrat) som påträffades 1997 i en spricka i galjonsbilden Sankt Erik tillhörande linjeskeppet Stockholm, Marinmuseum, Karlskrona

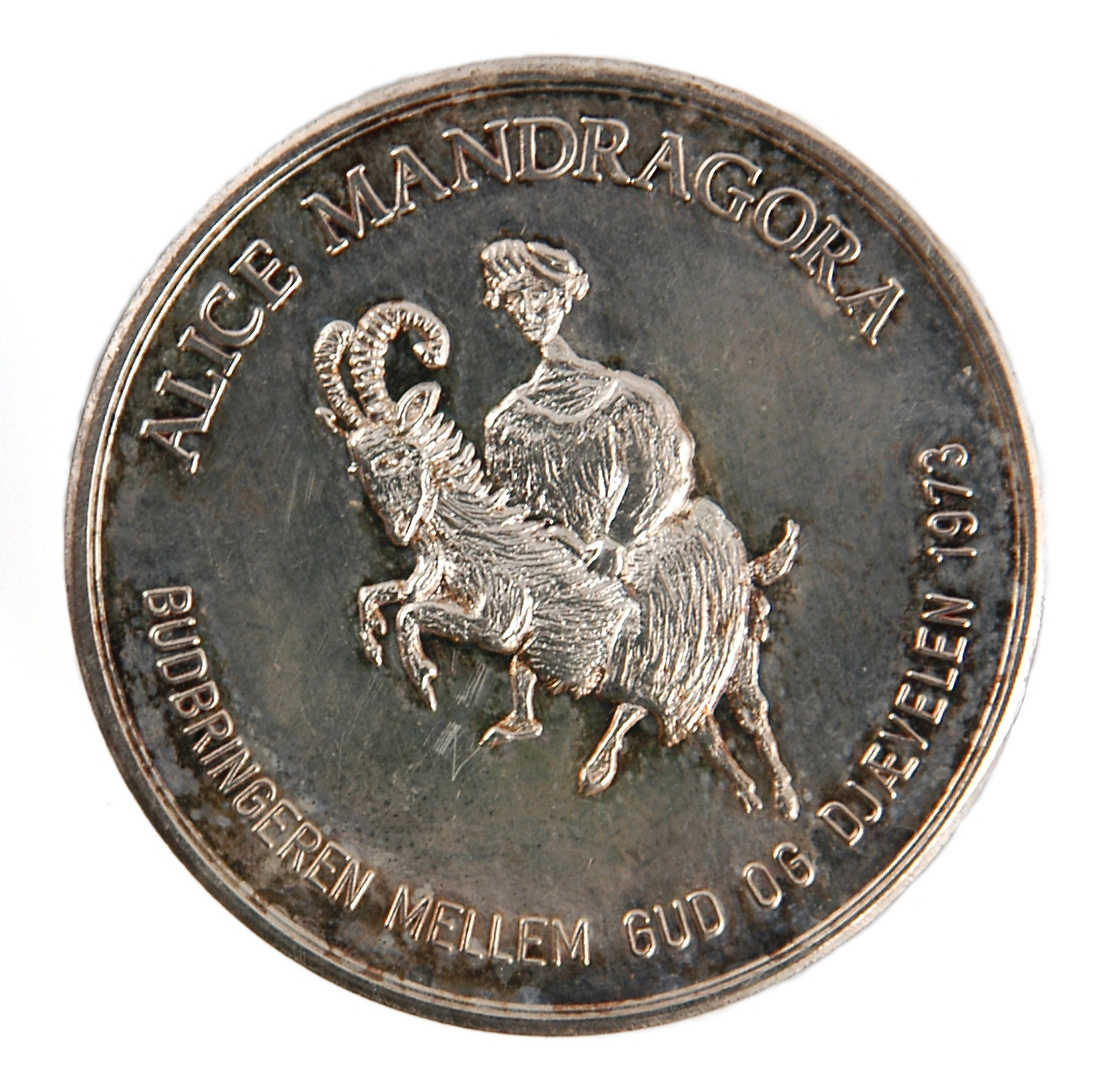
Myntets frånsida.

Knud Langkow lät tillverka professionellt utformade djävulsmynt,, eller "satansmynt", som hänvisade till 13 maj 1973 på Anholt, och han placerade ut ett stort antal i kyrkor och museer där de sedan hittades. Omkring 300 mynt med satanistiska symboler har hittats runt om i Danmark. De flesta har hittats i östra Danmark, men man har också funnit djävulsmynt i exempelvis Holstebro. Djävulsmynt har även hittats i England. I Norge har man funnit ett djävulsmynt i Urnes stavkyrka samt i stavkyrkan i Vik. I Sverige har djävulsmynt hittats bland annat 1997 i en galjonsfigur på  Marinmuseum i Karlskrona, 2013 i biskop Peder Winstrups kista i Domkyrkan i Lund, och under dopfunten i Dalby kyrka 2023.
Djävulsmynt har troligen även spritts av den kände danske numismatikern Jørgen Sømod, som upptäckte fenomenet och blev intresserad av det. Han fann att mynten tillverkats vid fabriken Meca, och lät även själv tillverka djävulsmynt som han oberoende spred på samma sätt som Knud Langkow, genom att lämna dem på platser där de senare kunde upptäckas.

## Knud Langkow i medierna
Knud Langkow har varit föremål för bland annat en artikelserie i Politiken samt en dokumentär från DR, Den danske satankult av Janus Køster-Rasmussen.
År 2013 kom en dokumentärfilm om Satankulten på Anholt i regi av Jonas Bech och Kristian Ussing.